# Вдовытченко, Иван Григорьевич
Иван Григорьевич Вдовытченко (24 апреля 1924, пос. Красная Яруга, Курская губерния — 13 августа 1943, район села Думовка, Сумская область) — красноармеец Рабоче-крестьянской Красной Армии, участник Великой Отечественной войны, Герой Советского Союза (1944).

## Биография
Родился 24 апреля 1924 года в посёлке Красная Яруга (ныне — районный центр в Белгородской области) в рабочей семье. Окончил семь классов школы, после чего работал электриком на местном сахарном заводе. В феврале 1943 года был призван на службу в Рабоче-крестьянскую Красную Армию. С марта того же года — на фронтах Великой Отечественной войны. Был пулемётчиком пулемётной роты 3-го стрелкового батальона 764-го стрелкового полка 232-й стрелковой дивизии 38-й армии Воронежского фронта. Отличился во время освобождения Сумской области Украинской ССР.
В августе 1943 года в составе полка вышел на подступы к селу Думовка Краснопольского района и был вынужден остановиться, так как продвижению мешала превращённая противником в опорный пункт высота перед селом. На рассвете 13 августа подразделения 3-го батальона подверглись нападению танковых и пехотных сил врага. Два танка были подбиты, однако третьему удалось прорваться к позициям 8-й стрелковой роты. Эту роту поддерживала огнём пулемётная рота, бойцом в которой был Вдовытченко. Обвязавшись противотанковыми гранатами, он вылез из своего окопа и бросился под танк, уничтожив его, но и погибнув при этом сам. Его поступок внёс замешательство в ряды противника, чем воспользовались советские подразделения, которые, перейдя в контратаку, захватили высоту и освободили село. 
Был похоронен в братской могиле в селе Самотоевка того же района.
Указом Президиума Верховного Совета СССР «О присвоении звания Героя Советского Союза генералам, офицерскому, сержантскому и рядовому составу Красной Армии» от 10 января 1944 года за «образцовое выполнение боевых заданий командования на фронте борьбы с немецко-фашистскими захватчиками и проявленные при этом отвагу и геройство» был удостоен посмертно высокого звания Героя Советского Союза. Также был посмертно награждён орденом Ленина. В родном посёлке Вдовытченко был установлен его бюст.